# Frisón de Heligoland
El frisón de Heligoland (autoglotónimo, Halunder; en alemán: Helgoländer Friesisch) es un dialecto del idioma frisón septentrional, hablado en la isla de Heligoland. Junto con los dialectos Söl'ring, Öömrang y Fering, forma parte del grupo insular de los dialectos frisones del norte; es muy similar a estos dos últimos. Además, debido a la dominación británica, acusa la presencia de numerosos préstamos y calcos del idioma inglés.